# Нурумбал (Весьшургинское сельское поселение)
Нурумбал (мар. Нурӱмбал) — деревня в Моркинском районе Республики Марий Эл. Входит в состав Себеусадского сельского поселения.

## География
Находится в юго-восточной части республики Марий Эл на расстоянии приблизительно 21 км по прямой на северо-запад от районного центра посёлка Морки.

## История
Известна с 1795 года как выселок с 7 дворами. В 1859 году здесь было 22 двора, 67 человек, в 1895 году проживали 158 человек, большинство мари. В начале XX века здесь находились 46 дворов, проживали 368 человек. В 1958 году здесь было 67 домов. В 1979 году в деревне находились 59 хозяйств, проживали 256 человек. В 2002 году в деревне находилось 57 жилых домов. В советское время работали колхозы «Пашаче» и «Дружба».

## Население
Население составляло 215 человек (мари 99 %) в 2002 году, 143 в 2010.